# Jane Dudley
Jane Dudley, duchesse de Northumberland, née Guildford (1508/1509 – 15 ou 22 janvier 1555) est une courtisane anglaise. Elle est l'épouse de John Dudley, 1er duc de Northumberland, avec qui elle a 13 enfants dont Guilford Dudley et Robert Dudley, 1er comte de Leicester.
Jane Dudley, dame d'honneur à la cour d'Henri VIII, est une amie proche de sa dernière épouse, Catherine Parr. Acquise aux idées protestantes, elle est proche de la martyre protestante Anne Askew. Sous le règne d'Édouard VI, John Dudley devient l'un des hommes politiques les plus puissants d'Angleterre ; il est fait comte de Warwick et plus tard duc de Northumberland. Après la chute d'Édouard Seymour en 1549, John Dudley et son épouse œuvrent de concert à sa réhabilitation.
Au printemps 1553, la duchesse de Northumberland devient la belle-mère de Lady Jeanne Grey, que le duc de Northumberland convainc de revendiquer le trône d'Angleterre après la mort d'Édouard VI. Neuf jours après sa prise de pouvoir, Jeanne Grey est renversée par Mary Ire qui ordonne l'exécution du duc de Northumberland, le 21 août 1553, puis de son fils Guildford et de Jeanne Grey le 12 février 1554. Jane Dudley réussit à obtenir la libération du reste de sa famille en se liant d'amitié avec les nobles espagnols venus en Angleterre avec Philippe d'Espagne. Elle est décède peu de temps après, à l'âge de 46 ans.

## Mariage et descendance
Jane Guildford, née dans le Kent vers 1508/1509, est la fille d'Edward Guildford et Eleanor West, fille de Thomas West, 8e baron de La Warr. Elle est élevée et éduquée à la maison avec son frère Richard et son futur mari, John Dudley qui est pupille de son père depuis 1512. En 1525, à l'âge de 16 ans environ, elle épouse John Dudley, qui est de 4 ans son ainé.
Jane et John ont 13 enfants, huit garçons et cinq filles dont il est difficile d'établir la date de naissance à l'exception de Robert, le futur favori d'Élisabeth Ire, qui est né en 1532, après sa sœur aînée Marie, qui deviendra la mère du courtisan-poète Philip Sidney,. La vie de famille de John et Jane Dudley semble avoir été heureuse et exempte de tout scandale ; vers 1535, un poème fait l'éloge de « l'amour et de la dévotion » de leur mariage.
Edward Guildford meurt en 1534, après le décès de son fils, et sans avoir rédigé son testament. Son neveu, John Guildford, réclame l'héritage mais les Dudley soutiennent que Jane est l'héritière naturelle de son père. Ils finissent par obtenir justice devant les tribunaux avec l'aide de Thomas Cromwell,.

## Vie à la cour

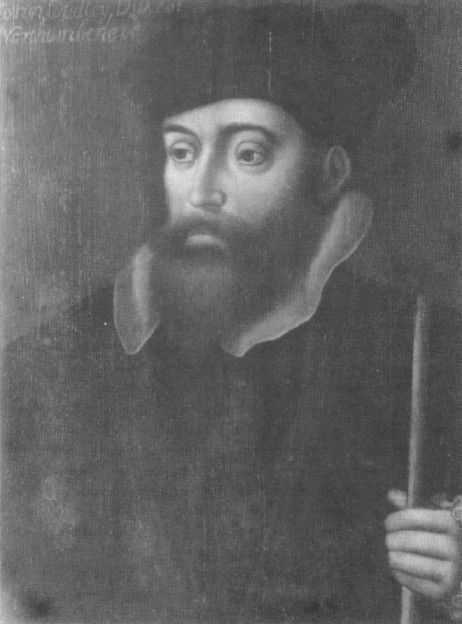
John Dudley.

Jane Dudley est dame d'honneur d'Anne Boleyn, puis d'Anne de Clèves et fait partie du cercle proche de son amie Catherine Parr ; elle est d'ailleurs l'une des quatre dames d'honneur à accompagner Catherine Parr à l'autel à l'occasion de son mariage. Elle s'intéresse à la religion réformée et fréquente les milieux évangéliques avec son mari à partir des années 1530. En 1542, John Dudley est fait vicomte de Lisle. Il est en bon termes avec William Parr, le frère de Catherine Parr qui devient la sixième épouse d'Henri VIII en juillet 1543. Jane Dudley fait également partie des sympathisants d'Anne Askew. Elle la contacte lors de son emprisonnement en 1545-1546 avant qu'elle ne soit condamnée pour ses conviction religieuses et brûlée vive à l'initiative des conservateurs et de l'évêque Stephen Gardiner.
L'humanisme de la Renaissance occupe une place importante dans l'éducation des enfants Dudley,. En 1553, Jane Dudley commande deux ouvrages au mathématicien et hermétiste John Dee sur les configurations célestes et les marées. Jane Dudley est très proche de ses enfants et son fils aîné, Henry, meurt pendant le siège de Boulogne en 1544, à l'âge de 19 ans. On sait que Jane a des soucis de santé car, en 1548, son mari est contraint de rester a ses côtés car « elle a encore une crise, plus grave que ce qu'elle n'a jamais eu».
En 1547 John Dudley, vicomte de Lisle, est élevé au titre de comte de Warwick, tandis qu'Edward Seymour, comte de Hereford, devient duc de Somerset et Lord-protecteur. En octobre 1549, Seymour perd sa position de Lord Protecteur lors d'une session avec le Conseil privé au cours de laquelle John Dudley, comte de Warwick, devient Lord président du Conseil et leader du gouvernement. Seymour est d'abord emprisonné à la Tour de Londres avant d'être autorisé à rejoindre le Conseil. Avant sa libération, la duchesse de Somerset et la comtesse de Warwick organisent des réceptions quotidiennes pour réconcilier leurs maris et promouvoir un mariage entre leur fils et leur fille aînés respectifs, Anne Seymour et John Dudley. En juin 1550, un grand mariage est organisé au Palais de Placentia, auquel assiste le roi Édouard VI, alors âgé de douze ans. Jane Dudley reste à la cour pendant l'ascension de son mari, qui devient duc de Northumberland en octobre 1551. Sa position confère à Jane une certaine influence ; le financier Thomas Gresham et le diplomate Richard Morrison font appel à ses services, elle intercède également en faveur de la princesse Marie, qui est la marraine de l'une de ses filles en 1545.

## Tentative d'accession au trône

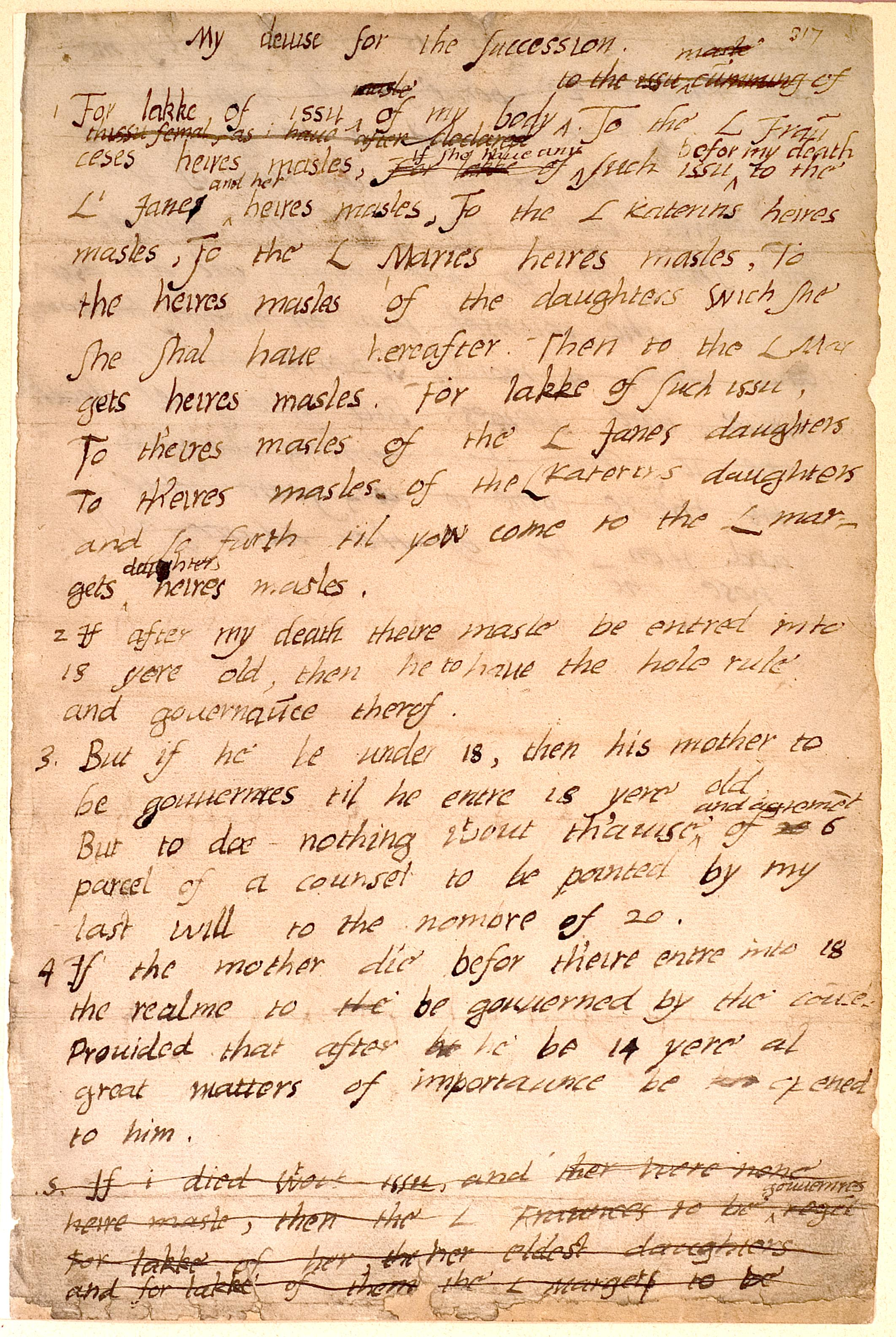
Le "Devise for the Succession" de la main d'Edward VI

Au début de l'année 1553, le roi Édouard VI tombe malade. Les convictions religieuses du roi le poussent à rédiger son testament en contradiction avec le troisième Acte de Succession qui place les deux filles d'Henri VIII à sa suite dans l'ordre de succession au trône d'Angleterre et fait donc de sa sœur Marie l'héritière légitime de la couronne après son décès. Ce faisant Édouard se rend coupable de haute trahison selon les dispositions de ce même troisième acte de succession approuvé par le Parlement d'Angleterre en juillet 1543. Le « Devise for the Succession » établi par Édouard VI en juin 1553 évince donc sa sœur, la très catholique Marie, de la succession au trône pour y placer sa cousine protestante Lady Jane Grey, fille de Frances Brandon, duchesse de Suffolk et nièce d'Henri VIII par sa sœur cadette Marie Tudor,,.
Le 25 mai 1553 Guildford Dudley, âgé d'environ 17 ans, épouse Lady Jane Grey, tandis que sa sœur Katherine, âgée d'à peine huit à dix ans, est fiancée à Henry Hastings, héritier du comte de Huntingdon,. Quelques mois plus tard, ces mariages seront retenus à charge de John Dudley qui sera accusé d'avoir conspiré pour faire monter sa famille sur le trône. Les historiens modernes retiennent l'hypothèse d'un complot ou considèrent que ce ne sont que des « actions de routine de la politique dynastique », selon les termes de David Loades,.
Après la mort d'Édouard, le 6 juillet 1553, John Dudley se charge de l'exécution testamentaire du roi mais Lady Jane Grey n'accepte la couronne que sous la pression de ses parents et beaux-parents. Le 10 juillet, Jane Dudley accompagne son fils et sa belle-fille lors de leur entrée solennelle dans la Tour de Londres, où ils résident jusqu'à la fin de leur très court règne. D'après la lettre adressée par Jane à la reine Marie quelques mois plus tard, Guildford demande à être fait roi ; Jane accepte dans un premier temps puis change d'avis et déclare qu'elle ne fera de lui qu'un duc.

## Chute et fin
Pour faire valoir son droit au trône d'Angleterre, Marie rassemble ses partisans en Est-Anglie et s'en remet au Conseil privé. Elle demande au conseillers, « pour éviter un bain de sang », que « pour notre honneur et la sécurité de ce royaume, vous vous employiez à faire proclamer notre droit et notre titre à la couronne et au gouvernement de ce royaume dans notre ville de Londres et en tels autres lieux que votre sagesse jugera bons ». Le 14 juillet, le duc se met en route avec des troupes pour aller la capturer mais le voyage ne se passe par comme prévu et il apprend, le 20 juillet, que le Conseil de Londres s'est prononcé en faveur de Marie. Sur ordre du Conseil privé, Northumberland proclame lui-même la légitimité de la reine Marie sur la place du marché et attend son arrestation. Quand elle apprend la nouvelle de sa destitution, Jane Grey se dit soulagée de rendre la couronne et demande innocemment si elle peut rentrer chez elle. Jane Dudley tente d'intercéder personnellement en faveur de son mari et de ses cinq fils auprès de Marie qui séjourne à l'extérieur de Londres, mais elle est refoulée sur ordre de la reine. Elle écrit alors une lettre à son amie Lady Paget, l'épouse de William, Lord Paget, lui demandant de plaider auprès des dames de la reine pour la vie de son mari. Son appel, s'il n'est pas resté lettre morte, est resté sans effet ; John Dudley, duc de Northumberland est exécuté le 22 août 1553 sur Tower Hill après avoir abjuré sa foi protestante.
À la suite du soulèvement nommé la rébellion de Wyatt, Guildford Dudley est décapité le 12 février 1554, juste avant son épouse Jane Grey. En juin 1554, Jane Dudley plaide auprès des autorités pour que ses autres fils puissent entendre la messe puis, avec l'aide de son gendre Henry Sydney qui se rend lui-même en Espagne, elle plaide leur cause auprès du nouveau roi consort d'Angleterre, Philippe II d'Espagne. À l'automne 1554, les frères Dudley sont libérés, mais l'aîné, John, meurt peu après à Penshurst, dans le Kent. Son neveu Philip Sidney naît le 30 novembre dans la même localité de Penshurst ; il a pour marraine sa grand-mère, Jane Dudley, et pour parrain Philippe II d'Espagne.

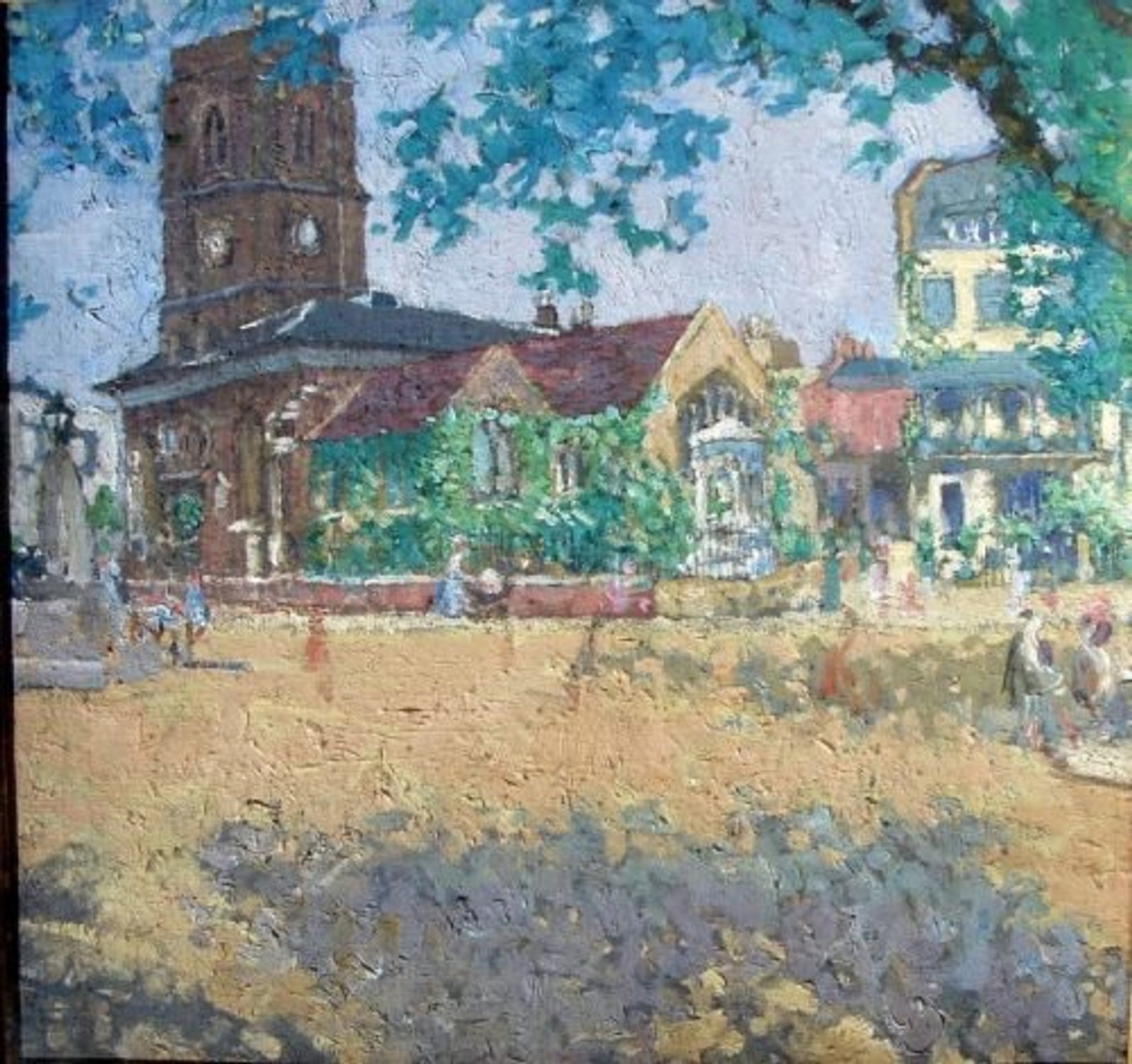
La Chelsea Old Church où Jane Dudley est enterrée

Lors du procès de John Dudley, en juillet 1553, l'ensemble des biens de la famille sont confisqué, mais la reine Marie permet à Jane Dudley de conserver sa garde-robe, ses assiettes, ses tapis et autres objets ménagers, ainsi que l'usage de sa maison de Chelsea à Londres,,, où elle meurt le 15 ou le 22 janvier 1555. Elle est enterrée le 1er février à la Chelsea Old Church,.
Dans son testament, elle lègue la majorité de ses biens à ses fils et remercie la reine et les nobles espagnols qu'elle a sollicités. La duchesse d'Albe reçoit son perroquet vert et Don Diego de Acevedo « le nouveau lit de velours vert avec tous les meubles qui s'y rattachent ». Elle le prie de se montrer comme un père et un frère pour ses fils. Elle demande également « qu'on ne m'ouvre en aucun cas après ma mort .../... Je n'ai pas vécu assez longtemps pour être très audacieuse devant les femmes, je le suis encore moins pour me mettre entre les mains d'un homme, qu'il soit médecin ou chirurgien ». Elle n'évoque pas de sujet religieux mais indique que « quiconque se fie à ce monde éphémère, comme je l'ai fait, risque d'être renversé, comme je l'ai été ; c'est pourquoi j'irai vers les vers, comme je l'ai déjà écrit ».